# Psicoză
D-psicoza (cunoscută și a D-aluloză sau simplu aluloză) este un compus organic cu formula chimică C6H12O6. Este o monozaharidă (cetoză) și este epimerul fructozei, fiind utilizată în unele alimente și băuturi comerciale ca îndulcitor cu conținut caloric slab.